# Guerre des paysans autrichienne (1626)
La Guerre des paysans autrichienne désigne une révolte particulièrement meurtrière qui s'est déclenché en Haute-Autriche en 1626 sur fond de persécutions religieuses.
Contrairement à la Guerre des Paysans allemands de 1525 (qui déborda en partie sur l'Autriche) et à la deuxième révolte paysanne de Haute-Autriche entre 1595 et 1597, soulèvements dont les motivations étaient avant tout sociales et fiscales, cette révolte se déclenche en réaction à la Contre-Réforme exacerbée par l'occupation bavaroise. Du fait de ce motif religieux, elle réunit, outre la paysannerie pauvre, les bourgeois ruraux, les artisans, l'intelligentsia urbaine, et même, ponctuellement, de petits nobles. Son échec a contribué à la recatholicisation de l'Autriche.

## Contexte

### Révoltes paysannes

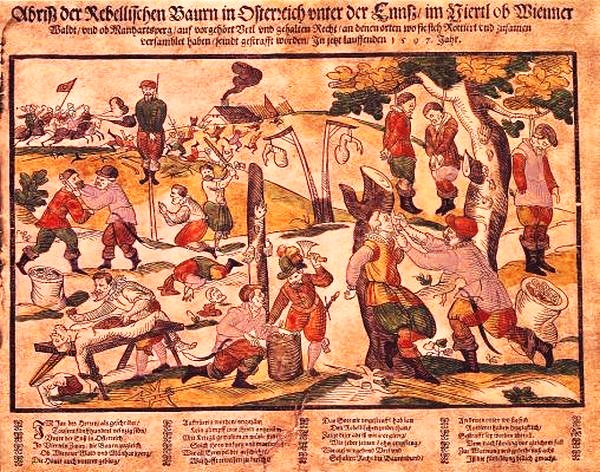
Châtiment des paysans après la jacquerie de 1597 en Haute-Autriche, vue des suppliciés à Sankt Pölten, gravure sur cuivre réalisée en 1617 d'après le modèle de Georg Hoefnagel (1542-1600) par son fils Jacob Hoefnagel (1575-1630). Afin d'entretenir la peur, cette gravure de propagande bavaroise détaille par le menu les mutilations et supplices des paysans révoltés, et leur promet de plus une punition équivalente dans l'au-delà.

Une révolte paysanne avait déjà éclaté en Basse-Autriche en novembre 1596. Ses causes principales étaient l'augmentation de l'exploitation des paysans par les seigneurs, le poids des impôts, les exactions et surtout l'enrôlement forcé (levée nationale d'un homme sur dix) pour une longue et infructueuse guerre contre les Ottomans. Début février 1597, un régiment de lansquenets sous le commandement du colonel Wenzel Morakschi von Noskau, baron de Lituanie, fut envoyé pour réprimer la révolte. Une cour martiale prononça 54 condamnations à mort, et environ 400 autres accusés furent mutilés et/ou condamnés aux travaux forcés dans les fossés de la forteresse de Vienne, où, pour la plupart, ils succombèrent aux rigueurs de l'hiver. Cet épisode laissa des traces profondes dans les esprits.

### Tentatives de recatholicisation (1597-1620)
Après l'écrasement des révoltes paysannes de 1596-1597, l'empereur Rodolphe II entreprit de recatholiciser les régions protestantes d'Autriche, situées au-dessus de l'Enns. En effet, selon la paix religieuse d'Augsbourg de 1555, conclue après les premiers conflits entre les pays protestants et catholiques du Saint-Empire romain germanique, l'ensemble du peuple devait appartenir à la religion de son souverain (selon le principe juridique cujus regio, ejus religio). Ces efforts n'eurent cependant que peu de succès, et ceux de son successeur, l'empereur Mathias, pas davantage.
La situation changea lorsque l'énergique Ferdinand II, éduqué par les jésuites d'Ingolstadt, fut élu Empereur des Romains le 28 août 1619. Celui-ci avait déjà imposé la recatholisation par la force en Styrie, en Carinthie et en Carniole et tentait maintenant d'appliquer cette politique en Haute-Autriche. Mais les États provinciaux de Haute Autriche, sous la conduit du calviniste Georg Erasmus von Tschernembl, refusèrent d'obtempérer et s'allièrent aux insurgés tchèques. Dès après son élection à Francfort, Ferdinand retourna à Vienne via la Bavière. A Munich, il conclut une alliance (traité de Munich - 8 octobre 1619) avec le duc bavarois Maximilien Ier, qui était également le chef de la Ligue catholique. L'empereur le nomma commandant en chef de l'armée de la Ligue et lui promit, en compensation de ses frais, de mettre en gage la Haute-Autriche. Comme le trésor de guerre des Habsbourg était vide en raison des guerres contre les Ottomans et de la rébellion qui avait éclaté en Bohême, l'empereur ne pouvait dédommager la Ligue que de cette manière. Cette mise en gage allait avoir des conséquences très négatives pour la région et susciter la colère des populations, qui attriubèrent à la Bavière à la fois du pillage matériel et la responsabilité de la contrainte religieuse.

### Répression et pacification dans la foulée de la Bataille de la Montagne Blanche (1620-1624)
Après qu'une armée tchèque commandée par Heinrich Matthias von Thurn eut été repoussée aux portes de Vienne le 26 novembre 1619, Ferdinand donna le 30 juin 1620 au duc de Bavière l'ordre de commencer à écraser la rébellion également dans le pays au-dessus de l'Enns.
Le 24 juillet, l'armée bavaroise dirigée par Johann t'Serclaes de Tilly, venant de l'Innviertel appartenant à la Bavière, franchit la frontière à Haag am Hausruck, s'empara du château d'Aistersheim occupé par les paysans et entra dans Linz le 4 août. Tschernembl s'enfuit alors en Bohême pour rejoindre les insurgés. Après la défaite des insurgés tchèques lors de la bataille de la Montagne Blanche, le 8 novembre 1620, cette première rébellion des états majoritairement protestants, soutenue principalement par la noblesse et la bourgeoisie, fut écrasée.
Le 6 mars 1621, l'empereur annonça aux états provinciaux à Linz la mise en gage à la Bavière et présenta Adam von Herberstorff comme nouveau gouverneur. Celui-ci parvint à pacifier le pays au cours des quatre années suivantes et même à gagner une certaine confiance de la part de la population, bien que celle-ci ait été soumise à de lourdes charges en raison de la Guerre de Trente Ans qui se poursuivait. 

### L'expulsion des pasteurs protestants et ses conséquences (1624-1626)
En 1624, l'empereur Ferdinand II considéra que la situation était tellement consolidée qu'il envoya une commission de réforme dans le pays. Par mandat impérial, tous les prédicateurs et maîtres d'école non catholiques durent quitter le pays à partir d'octobre de cette année. Comme les postes paroissiaux devenus ainsi vacants ne pouvaient pas être occupés par des pasteurs locaux, on fit venir des prêtres italiens de la partie italienne du Tyrol. Mais ceux-ci ne parlaient généralement pas allemand et ne pouvaient donc pas célébrer la messe dans la langue du pays, comme la population en avait l'habitude auparavant. Cela a provoqué les premiers troubles en janvier 1625. A Natternbach, le doyen Blasius de Livo et le curé italien qu'il avait nommé furent chassés par quelques centaines de paysans qui leur jetèrent des pierres. Cela resta tout d'abord sans conséquence.

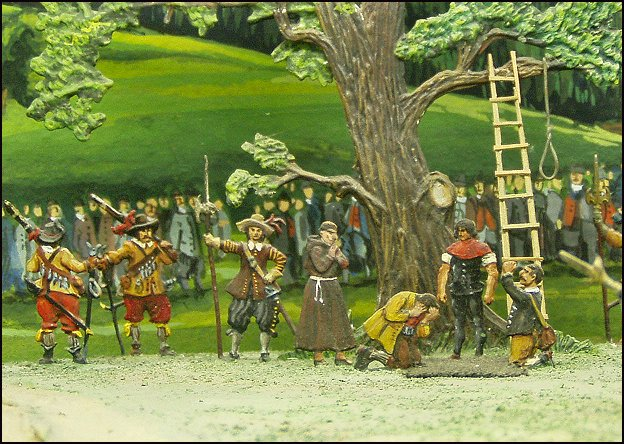
Le jeu de dés de Frankenburg, figurines sur fond peint (diorama).

Mais lorsqu'en mai 1625, un événement similaire se produisit à Frankenburg am Hausruck, Herberstorff voulut en faire un exemple. Là aussi, le pasteur protestant avait été chassé auparavant, ce qui avait déclenché une révolte des paysans et des citoyens. Le château de Frankenburg fut assiégé et le nouveau pasteur chassé. Mais au bout de trois jours, les insurgés cédèrent à l'offre de clémence du gouverneur bavarois : le fameux « jeu de dés de Frankenburg » eut lieu, au cours duquel 17 meneurs présumés furent pendus (il s'agit d'une sorte de roulette russe où le jeu de dés décidait de la vie et de la mort des accusés. Le gouverneur bavarois pensait avoir ôté à la population tout courage pour d'autres révoltes, mais il se trompait lourdement puisqu'un an plus tard, en mai 1626, une révolte paysanne soigneusement planifiée éclatait en Haute-Autriche.

## Déroulement

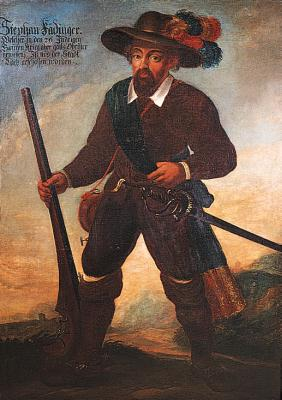
Stefan Fadinger

### Préparation
Jusqu'à la Pentecôte de l'année 1626, le paysan Stefan Fadinger et son beau-frère, l'aubergiste Christoph Zeller, tous deux de Parz près de   Sankt Agatha, avaient recruté un homme dans chaque ferme et dans chaque maison bourgeoise de Haute-Autriche pour leur révolte. L'objectif était de libérer la Haute-Autriche des Bavarois et de rendre le pays à l'empereur habsbourgeois. Ils savaient certes qu'en vertu de la patente impériale de contre-réforme, ils devraient émigrer s'ils n'abjuraient pas la foi protestante, mais ils auraient été prêts à le faire, l'essentiel étant que les paysans pendus soient dûment vengés.

### Déclenchement de la révolte

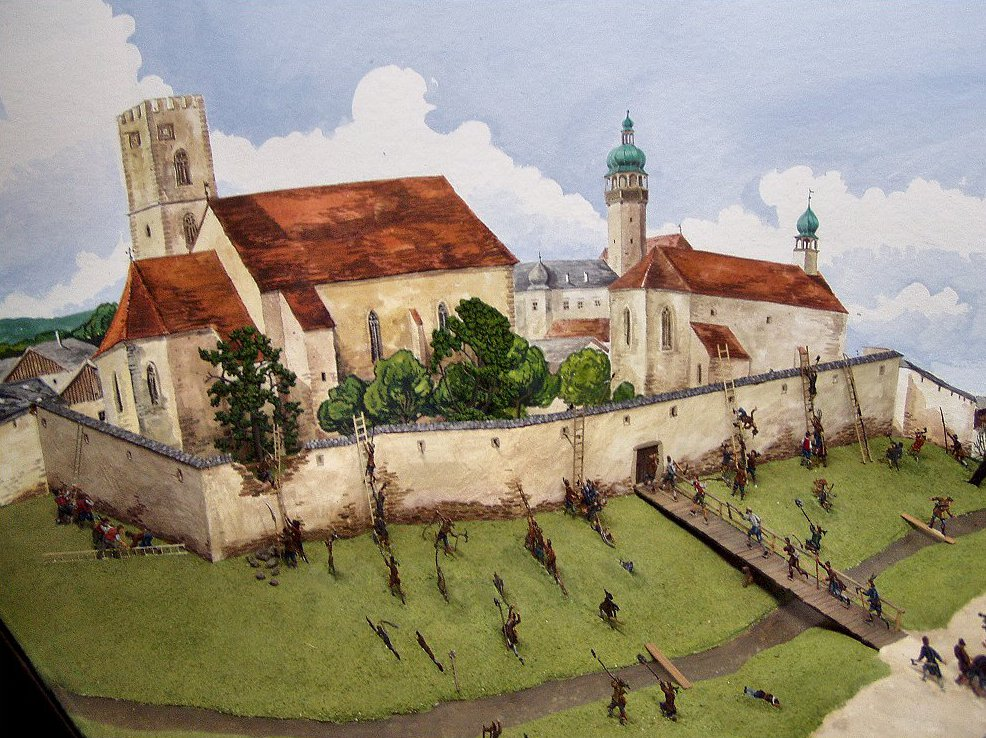
La prise de Peuerbach par les paysans en 1626, figurines, Musée de la Guerre des paysans de Peuerbach.

Mais la révolte des paysans a éclaté prématurément lorsque, deux semaines avant la Pentecôte, des soldats bavarois ont tenté de voler le cheval d'un paysan à Lembach. Les paysans, qui s'étaient rendus en pèlerinage à Lembach, se rassemblèrent et attaquèrent la garnison bavaroise de 25 hommes dans la commune de marché. La troupe se rendit ensuite à Rohrbach en passant par Sarleinsbach et rassembla de nombreux autres hommes dans son armée. Christoph Zeller les rejoignit également et la troupe se mit en route pour Peuerbach, où elle attendait le gouverneur bavarois Herberstorff. Avant même que Stefan Fadinger n'arrive à Peuerbach avec ses forces recrutées dans le Mühlviertel, l'armée impatiente de Zeller livrait déjà le 21 mai 1626 une bataille aux soldats de Herberstorff, qu'elle parvint à écraser. Le même jour, Fadinger s'empara d'Eferding et de Wels. Le lendemain, Zeller fut élu par les paysans chef du Mühlviertel et du Machlandviertel, et Fadinger chef du Traunviertel et du Hausruckviertel. Alors que Zeller envisageait déjà d'assiéger Linz et de s'installer à Ottensheim, les troupes de Fadinger s'emparèrent de Kremsmünster et de Steyr pour ensuite exiger la reddition de Linz.

### Siège de Freistadt
Au même moment, le siège de Freistadt était en cours. Pendant plus d'un mois, les 5 000 paysans menés par le noble Hans Christoph Hayden zu Dorf assiégent la ville fortifiée. Ils creusent des retranchements, bloquent l'arrivée d'eau et exigent la reddition. Mais le capitaine bavarois de Freistadt, Albrecht Sokolowsky, qui pouvait compter sur 150 soldats et le soutien des citoyens indécis, n'abandonna pas facilement. Le 10 juin, les paysans ont donc mis le feu à quelques cabanes près des douves et ont commencé à bombarder les murs de la ville. Les occupants bavarois, qui n'avaient pas pris les armes jusqu'alors, commencèrent à tirer pour la première fois, chassant ainsi les assiégeants des fortifications.
La famine s'étant déjà installée dans la ville, une révolte éclate parmi les assiégés. Un groupe de 50 hommes se range du côté des citoyens protestants révoltés. Mais Sokolowsky s'entête et, lorsque les paysans creusèrent à nouveau un retranchement le 30 juin, il fait à nouveau tirer sur celui-ci. La résistance des paysans qui s'ensuit, soutenue par les citoyens et les soldats révoltés, se solde finalement par la prise de Freistadt.

### Mort de Stefan Fadinger
A cette époque, depuis le 24 juin, le siège de Linz était déjà en cours. Mais dès le premier jour, Stefan Fadinger a été blessé par balle pendant une trêve, alors qu'il passait par négligence devant le Landhaus de Linz, croyant à tort que son armure était résistante aux coups et aux balles ou que lui-même était invulnérable. Lui et ses gardes du corps ont été pris pour cible par des tireurs d'élite depuis le toit de la maison de campagne, son cheval a été tué et il a dû s'enfuir à pied, la cuisse fracassée. Environ deux semaines plus tard, il succomba à une septicémie à Ebelsberg, dans une maison située sur l'actuelle place Fadinger, conséquence de sa blessure par balle mal soignée.

### Pétition ignorée par l'empereur et mort de Christoph Zeller
Une demande de soutien de la part des paysans à Vienne, partie de Steyr, n'a pas abouti. Les six hommes chargés de porter le message n'ont même pas vu l'empereur Ferdinand II. Pendant ce temps, des troupes venaient déjà de Bavière pour reconquérir la Haute-Autriche. Sur le Danube, des bateaux chargés de munitions et de 340 mousquetaires forcèrent le barrage de Neuhaus sur le Danube. Au cours de l'affrontement avec les paysans lors de leur débarquement à Urfahr, Christoph Zeller fut tué, et Achaz Wiellinger, issu de la petite noblesse, lui succéda. Le siège de la ville prit fin le 29 août. Le général comte Gottfried Heinrich zu Pappenheim, gendre de Herberstorff et un général renommé, fut alors chargé par le duc Maximilien de reconquérir la Haute-Autriche. Après la mort des deux chefs, le succès des paysans continua à décliner, notamment parce que les troupes impériales habsbourgeoises soutenaient les Bavarois. Freistadt fut reprise et de nombreux révoltés furent capturés.

### Résistance des insurgés à l'automne 1626

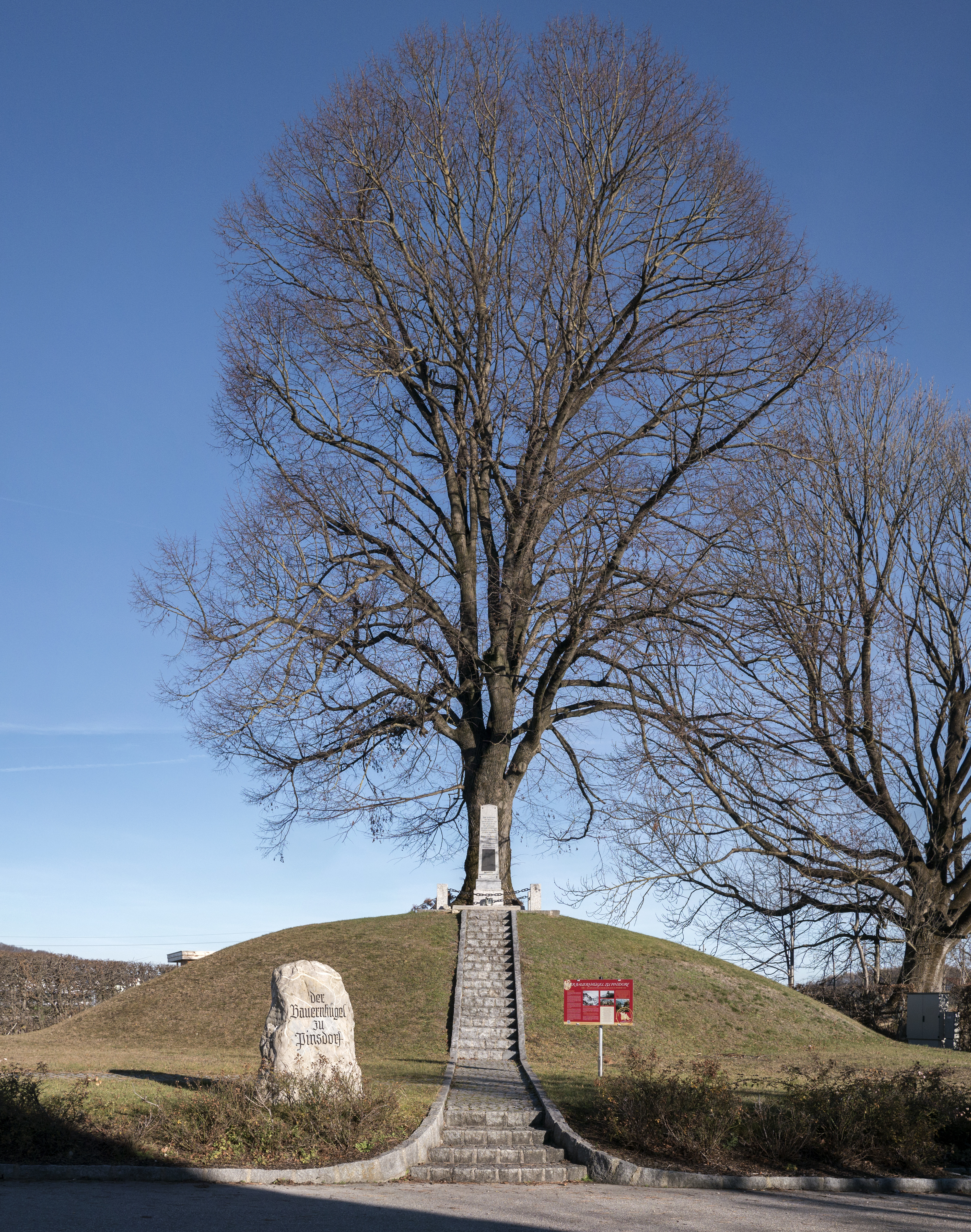
La "colline des paysans" à Pinsdorf, mémorial sur les lieux de la dernière bataille, perdue par les révoltés.

Le 22 septembre, le colonel Löbl et les troupes impériales reprirent Steyr et le 27 septembre Wels. Les paysans remportèrent encore une fois des succès dans le Hausruckviertel et le Mühlviertel. À Neukirchen am Walde, ils ont battu les troupes du duc de Holstein et l'armée bavaroise dans la forêt de Pram. David Spat de Haibach devint le chef de l'armée des paysans. Habile, il se dirigea vers Peilstein en passant par Hofkirchen et Sarleinsbach, occupa le château de Marsbach et le château de Berg et brûla le monastère de Schlägl, connu parmi la population pour son action particulièrement impitoyable contre les paysans protestants par rapport aux autres monastères. Spat reçut un soutien supplémentaire avec les paysans de Ludwig Schorer de Welser, mais cette dernière campagne se solda par une défaite contre les forces d'occupation bavaroise de Haslach.

### Fin de la guerre
Grâce à la coopération des troupes autrichiennes et bavaroises sous le commandement du général de la Ligue catholique, Gottfried Heinrich zu Pappenheim, les insurgés subissent deux défaites majeures, le 9 novembre 1626 dans le bois d'Emlingen, près d'Alkoven, et le 15 novembre à Pinsdorf, près de Gmunden sur le lac Traunsee. Au début de l'hiver, la guerre prend fin et les paysans se trouvent dans une situation pire qu'avant puisqu'ils doivent nourrir les 12 000 soldats bavarois qui occupent désormais la Haute-Autriche et payer la restauration du monastère de Schlägl. De plus, de nombreux meneurs furent décapités ou pendus, comme le greffier municipal de Steyregg, le juge de Lasberg ou l'aubergiste Elias Vätterer de Tragwein, qui avaient également fait partie de l'armée paysanne.

### Conséquences
La fin de la révolte permet au projet impérial de recatholicisation de la Haute-Autriche de se réaliser bien plus facilement qu'en temps de paix puisque les meneurs protestants  et leurs plus fidèles soutiens prennent la fuite vers les territoires impériaux protestants - lorsqu'ils n'ont pas été les victimes directes de la répression. Les généalogistes observent par exemple l'arrivée en Alsace de la famille Schützenberger en provenance de Haute-Autriche dans les années qui suivent la fin de la Guerre des paysans autrichiens.

## Les chansons, reflets des événements et véhicules de propagande

### Une source d'information importante
Faute d'autre documentation, nombre de détails ne sont parvenus jusqu'à nous que par des textes de poèmes ou de chansons imprimés à l'époque, a priori comme instruments de propagande pour l'un ou l'autre parti. Bien entendu, ces textes ne manquent pas de se présenter comme « Newe Zeitung » [nouveau journal], « Relation » [nouvelles], ou même comme « wahrhaftiger gründlicher Bericht » [rapport vraiment approfondi]. Pour Wolfgang Steinitz, ces chansons sont des témoignages remarquables de l'esprit séditieux et (dans un cas) de la solidarité entre paysans et ouvriers. 
Un grand nombre de ces chansons et poésies nous sont connues grâce au travaux d'August Hartmann (né à Munich en 1846, † à Munich en 1917), bibliothécaire à la Bibliothèque d'État de Bavière à Munich. Il a répertorié des centaines de chants ou poésies populaires dans son recueil Historische Volkslieder und Zeitgedichte vom sechzehnten bis neunzehnten Jahrhundert. Dans cet ouvrage de référence, les 28 chansons numérotées de 37 à 54 éclairent de manière remarquable et détaillée les événements de la guerre des paysans de Haute-Autriche. Les solides explications historiques et linguistiques appportées ar l'auteur ont fait l'objet de commentaires laudateurs dès sa parution et reste d'une grande valeur actuellement. Nous citerons ici des exemples empruntés à Hartmann.

### Chants favorables aux paysans
Un pamphlet daté de 1626 (lieu d'impression non précisé) avec la chanson « Gern wollt ich fröhlich singen ... » (Hartmann n° 37) raconte comment une chaîne est tendue sur le Danube pour bloquer l'accès à Linz, comment Wels est prise (23 et 24 mai 1626), comment le gouverneur est blessé ou même tué devant Linz [seul son cheval est abattu], que les paysans révoltés arborent un drapeau noir avec une tête de mort, et ainsi de suite. Ce texte de chanson, pour lequel une mélodie est également citée, était chanté par des chanteurs de bancs dans les rues et sur les marchés, mais il débouche sur l'appel aux « chers sujets » à tenir en honneur la « chère autorité ». « Ne vous laissez pas chahuter », au nom du Seigneur Jésus, faites la paix. Le chanteur associe à l'information la demande de repos et de paix.
Le chant « Ach, höchster Gott in’s Himmels Saal … » [Ah, Dieu suprême dans la salle du ciel] (Hartmann n° 38), sur un feuillet imprimé à Ulm, décrit les événements de mai 1626 et leurs antécédents : Le pays au-dessus de l'Enns est « durement conquis » et doit être « bien catholique ». « Les jeunes et les vieux sont contraints à cette religion ». A Ulm, les « Schiffleut » [bateliers du Danube] en parlent, et c'est ce que veut chanter le chanteur de bancs : celui qui ne devient pas catholique, on lui crève les yeux, on lui coupe les oreilles et le nez, on lui arrache le cœur. A « Bäurbach » (Peuerbach), 200 lansquenets doivent se rendre, le village est incendié. Cinquante hommes qui s'étaient cachés dans l'église sont tués. A Linz, le gouverneur est un administrateur sévère ; il attaque les paysans, mais se retrouve lui-même en difficulté. Les paysans se battent bien, avec des piques, des bâtons, des fourches, des massues et des arquebuses », « mais ne font pas de mal à personne d'autre ; des bateliers d'Ulm sont aussi là », les bateliers du Danube en témoignent. Ils ont entendu ce qui s'est passé à Frankenburg (Frankenburger Würfelspiel, 1625). La chanson montre de la compréhension pour les paysans ; tendanciellement, cette « relation véridique [journal] et rapport approfondi » est en accord avec les révoltés.
Un texte que Hartmann présente sous le numéro 41 documente l'inscription sur un drapeau de 1626 attribué à Stefan Fadinger. Fadinger aurait également laissé une épée et une pique ; nous n'avons aucune indication sur l'histoire de cette chanson. Dans un supplément p. 347 et suivantes, ce drapeau est décrit et illustré. Sous le n° 42, Hartmann cite et explique des vers similaires sur les drapeaux des révoltés.
Le n° 48 de Hartmann, « Groß Jammer und auch Trurigkeit ist in der ganze Christenheit ... », est, avec ses 23 strophes, une longue « description et un rapport détaillé » de la révolte des paysans. Le sang coule sans fin, le ciel est en deuil. 60 000 paysans se sont rassemblés ; Linz est assiégée avec acharnement. Deux mille soldats du gouverneur bavarois sont abattus. Les paysans veulent rester soumis à l'empereur et à la « Confession d'Augsbourg ». Le « prince de Hollestein » [le duc de Holstein-Gottorp] est venu à « Neukirch im Markt » (Neukirchen am Walde) et demande à être hébergé « avec quatorze drapeaux ». Les paysans refusent et tuent les soldats « à coups de bâton, de houe », les « Holsteinois » sont en fuite jusqu'au Danube [19 septembre 1626]. Les paysans frappent également les soldats de l'évêque de Salzbourg [20 septembre 1626] « à mort, comme des cochons sauvages ». « Aucun coup de feu ne peut nuire aux paysans » [ils disposent d'une invulnérabilité magique].
Le numéro 50 de Hartmann, « Der Jesuiter Gleißnerei [Hypocrisie] et des Statthalters Tyrannei ... », sont des vers d'un prédicant évangélique qui se joint aux paysans et devient leur chef lors du siège de Gmunden le 1er novembre 1626. On ne connaît de sa personne que le nom « Student Casparus » ; il a apparemment empêché que Wels soit pillée par les paysans, il est devant Waizenkirchen et Neumarkt avec 500 paysans, et à partir du 24 octobre 1626, il mène le siège de Gmunden. - Dans le n° 52 de Hartmann, la moquerie est dirigée entre autres contre l'étudiant [Casparus], qui « a bien triché, il nous a menti sur toute la ligne ». Le modèle est une peinture à l'huile de Linz avec 12 cases correspondantes à de nombreux événements ; il existait des tableaux similaires, entre autres, à Kremsmünster. Hartmann commente les différentes scènes, notamment sur la prétendue invulnérabilité des paysans par magie (« geroren »).

### Chants religieux protestants
Le chant « Weil dann die Stund vorhanden ist, in der(n) wir müssen streiten ... », n° 43 chez Hartmann (avec trois mélodies imprimées), est daté de manière manuscrite de 1626. Les paysans ont quitté leur maison et leur ferme, leur femme et leurs enfants ; ils ne cherchent « aucune liberté », mais veulent être soumis à la « Majesté impériale » [autrichienne] [et non au gouverneur bavarois]. Ils veulent bien payer des impôts, mais ils ont éduqué leur femme et leurs enfants [dans la foi évangélique] pour « ne pas abandonner ta parole ». D'après le titre du Liedflugschrift (cf. pamphlet), ce chant était chanté quatre fois par jour, à genoux avant l'attaque, en plein air et « en soupirant et en pleurant ». Les indications sonores « Wann mein Stündlein vorhanden ist ... » [Evangelisches Gesangbuch, 1995, n° 522] et « Es ist das Heil uns kommen her ... » (Le salut nous est venu). [Evangelisches Gesangbuch, 1995, n° 342] renvoient à des cantiques courants (également référencés chez Hartmann). Le commentaire de Hartmann, très détaillé, fait notamment référence à la bataille d'Eferding du 9 novembre 1626, où les paysans avaient auparavant chanté des « psaumes ». De même, avant la bataille de Gmunden, le dimanche 15 novembre 1626, il y eut un service religieux en plein air et l'on entendit entre autres « Ein feste Burg ... » et « Erhalt uns, Herr, bei deinem Wort ... » de Martin Luther.
Les raisons de chanter un tel texte sur une mélodie religieuse sont diverses. Avant tout, on pouvait attendre d'un cantique que les chanteurs et les auditeurs connaissent la mélodie. Cela éveille l'attention et facilite la diffusion du nouveau chant. Par une indication de ton (référence à la mélodie ; comparer ton (littérature)), on nomme le début du texte du chant souhaité ; les impressions de mélodies étaient compliquées et donc trop chères. Troisièmement, l'idée de mélodies différenciées pour les textes profanes et les textes religieux n'existe pas à cette époque. Des textes de chansons religieuses pouvaient être chantés sur des mélodies profanes et vice versa. - Les pamphlets (feuilles volantes) étaient des produits bon marché et devaient pouvoir être vendus ; ils sont les précurseurs de nos journaux. En raison de leur nombre et de leur diversité, de tels chants-pamphlets sont documentés en grande partie par les archives de musique populaire du district de Haute-Bavière, d'après les fonds de bibliothèques étrangères et d'après leurs propres originaux.

### Chants favorables aux autorités impériales
Le n° 44 de Hartmann propose avec « Ich Stephl Fättinger bin an'sessen oben, hab mit drei Baurn gar stattlich g'fressen ... » (Je suis Stephl Fättinger, assis en haut, avec trois paysans, j'ai vraiment bien mangé ...) une peinture de Kremsinger. Le 28 mai, l'abbaye est prise par les paysans et par Stefan Fadinger. On tente d'amadouer les conquérants et on leur sert des friandises, notamment des artichauts, sur lesquels Fadinger se coupe la langue. Mais l'effort en vaut la peine ; les paysans épargnent le monastère ; l'abbé semble même avoir été bien disposé à leur égard.
« Wie heftig sich die Baurschaft hat um Linz bemühet früh und spat »[Comment les paysans se sont épuisés sur Linz tôt et tard] (Hartmann n° 45 sans date d'après une plaque d'impression sur cuivre d'Augsbourg) décrit l'attaque de trois jours sur Linz [du 19 au 21 juillet 1626] et sur le gouverneur bavarois « Herbersdorf » (il s'agit du comte Adam von Herberstorff). Une brèche est déjà ouverte dans le mur de la ville, mais l'assaut des paysans est repoussé et ils subissent de grandes pertes. Il n'est pas question de Fadinger, mort entre-temps.
Dans la chanson n° 47 de Hartmann, « Als Herr Löbel vernommen hett, was es mit Linz für G'legnheit hett ... » (Comme Monsieur Löbel a appris ce qui s'est passé avec Linz) [événements du 23 juillet 1626], il est décrit que le colonel Löbl reconstruit le pont près d'Enns, envahit le camp des paysans (12 000 hommes) près d'Enns, en tue 900, détruit les retranchements et s'empare de 11 canons. Mais il renvoie les prisonniers chez eux en leur promettant de « vivre désormais dans la soumission ». Que Dieu fasse cesser « toute indignation » et que chacun recherche « l'unité » et l'obéissance aux autorités. Il s'agit manifestement d'un texte de propagande en faveur des autorités.
« Hascha ! Ihr Nachbauern [voisins] und Bauern, seid lustig ... », chez Hartmann n° 53, est un texte très volumineux de 54 strophes de quatorze lignes d'après un texte trouvé dans un recueil de chansons sans indication. Il décrit de manière moqueuse les événements de la guerre des paysans avec les détails historiquement saisissables et de nombreuses allusions à des événements connus à l'époque : « Steffel Fätinger » (Stefan Fadinger) en tant que chef des paysans, lui aussi « complètement congelé » [invulnérable] ; les soldats pontificaux sont tous tués ; « Boyerbach » [Peuerbach] est pillé ; des armes sont dérobées dans l'armurerie, etc. Waizenkirchen, Eferding, Wels, Steyr, Lambach, Linz sont mentionnés, ainsi que Pappenheim et les « Crabates » [Croates ; en fait des Polonais de la région de Cracovie]. Le texte se termine en donnant une position héroïque aux cefs militaires qui finissent par écraser la révolte : « Hörberstorf (Adam comte de Herberstorff, le gouverneur bavarois) et Pappenheimer » (Gottfried Heinrich comte de Pappenheim). « Leur nom reste immortel ».
Il y a également une « chanson paysanne divertissante » sur un pamphlet conservée en un seul exemplaire, qui est souvent citée depuis 1827 dans la littérature sur le thème historique de la guerre des paysans de Haute-Autriche ; en 1854, elle est qualifiée de « chanson de Fadinger » [il est étrange qu'elle ne parle pas de la blessure devant Linz et de la mort de Fadinger]. Hartmann déduit de la connaissance des détails que l'auteur a lui-même vécu la guerre (malgré certaines imprécisions). Selon Hartmann, l'objectif en est de décrire l'ambiance qui a conduit à la révolte. Après des succès initiaux, l'attitude de l'écrivain change ensuite, il se repent à la fin et implore la protection et la pitié de Pappenheim.

### Travaux d'historiens
- Felix Stieve: Der oberösterreichische Bauernaufstand des Jahres 1626. 2 Bände, Mareis, Linz 1904–1905.
- Dietmar Straub (Red.): Der oberösterreichische Bauernkrieg 1626. Ausstellung des Landes Oberösterreich, Linzer Schloß, Schloß zu Scharnstein im Almtal, 14. Mai bis 31. Oktober 1976. Amt der Oberösterreichischen Landesregierung, Linz 1976.
- Georg Heilingsetzer (de): Der oberösterreichische Bauernkrieg 1626. Österreichischer Bundesverlag, Wien 1976,  (ISBN 3-215-02273-7) (Militärhistorische Schriftenreihe 32).
- Karl Eichmeyer, Helmuth Feigl (de), Walter Litschel: Weilß gilt die Seel und auch das Guet. Oberösterreichische Bauernaufstände und Bauernkriege im 16. und 17. Jahrhundert. Oberösterreichischer Landesverlag, Linz 1976,  (ISBN 3-85214-146-X).
- Otto Holzapfel (de): Bauernkrieg. In: Liedverzeichnis: Die ältere deutschsprachige populäre Liedüberlieferung, Lexikon (PDF, 57,3 MB), S. 103–106.

### Ouvrages littéraires
- Norbert Hanrieder (de): Der oberösterreichische Bauernkriag – mundartliches Epos; Hrsg. von d. Hanrieder-Gemeinde Putzleinsdorf, Oberösterr. Landesverlag, Linz 1964.
- Hans Watzlik: Ums Herrgottswort, historischer Roman, Ludwig Staackmann Verlag, Leipzig 1926.